# آندرس
آندرس (به فرانسوی: Andres) یک کمون  در فرانسه است که در پا-دو-کاله واقع شده‌است. آندرس ۷٫۱۵ کیلومتر مربع مساحت دارد ۶ متر بالاتر از سطح دریا واقع شده‌است.